# Algete
Algete é um município espanhol da província e Comunidade de Madrid, situado a 30 quilômetros ao nordeste da capital. Encravada na comarca natural de La Campiña, na Comarca de Alcalá. Sua população contabilizava no censo de 2010 a marca de 20481 habitantes.
1. ↑  «Cifras oficiales de población resultantes de la revisión del Padrón municipal a 1 de enero» (ZIP). www.ine.es (em espanhol). Instituto Nacional de Estatística de Espanha. Consultado em 19 de abril de 2022